# La Raya de Santa María
La Raya de Santa María es un corregimiento del distrito de Santiago en la provincia de Veraguas, República de Panamá. La localidad tiene 3268 habitantes (2010).